# Molly's Chambers

Molly's Chambers est le second single tiré de l'album Youth and Young Manhood du groupe Kings of Leon. Le nom original de cette musique est Molly's Hangover.